# 樊大志
樊大志（1964年9月—），男，汉族，吉林人，中华人民共和国政治人物，现任中央纪委国家监委驻中国证券监督管理委员会纪检监察组组长，中国证监会党委委员。